# Amelora cyclocentra
Amelora cyclocentra är en fjärilsart som beskrevs av Turner 1926. Amelora cyclocentra ingår i släktet Amelora och familjen mätare. Inga underarter finns listade i Catalogue of Life.